# Torneo Albert Schweitzer 1960
Il Torneo Albert Schweitzer 1960 si è svolto nel 1960 a Mannheim, nell'allora Germania Ovest.

## Classifica finale
| Pos. | Squadra                   |
| ---- | ------------------------- |
|      | Belgio                    |
|      | Austria                   |
|      | Stati Uniti               |
| 4.   | Paesi Bassi               |
| 5.   | Svizzera                  |
| 6.   | Germania Ovest Under-18 A |
| 7.   | Lussemburgo               |
| 8.   | Germania Ovest Under-18 B |